# 이황화물
이황화물(二黃化物, 영어: disulfide) 또는 다이설파이드는 화학에서 R−S−S−R′ 구조를 갖는 작용기를 의미한다. 이 결합은 SS-결합(영어: SS-bond) 또는 이황화 결합(二黃化結合, 영어: disulfide bond)이라고도 하며, 두 개의 싸이올기의 결합에 의해 유도된다. 생물학에서 두 개의 시스테인 잔기에서 싸이올기 사이에 형성된 이황화 결합은 단백질의 2차 구조 및 3차 구조의 중요한 구성 요소이다. 연결부는 과산화물(R−O−O−R′)과 유사한 과황화물(R−S−S−H)이지만, 이 용어는 하이드로다이설파이드(R−S−S−H 화합물)를 제외하고 거의 사용되지 않는다.
무기 화학에서 이황화물은 일반적으로 해당하는 음이온 S2−
2 (−S−S−)을 나타낸다.

## 같이 보기
- 작용기
- 과황화물